# Bjørnstjerne Bjørnson
Pour les articles homonymes, voir Björnson.

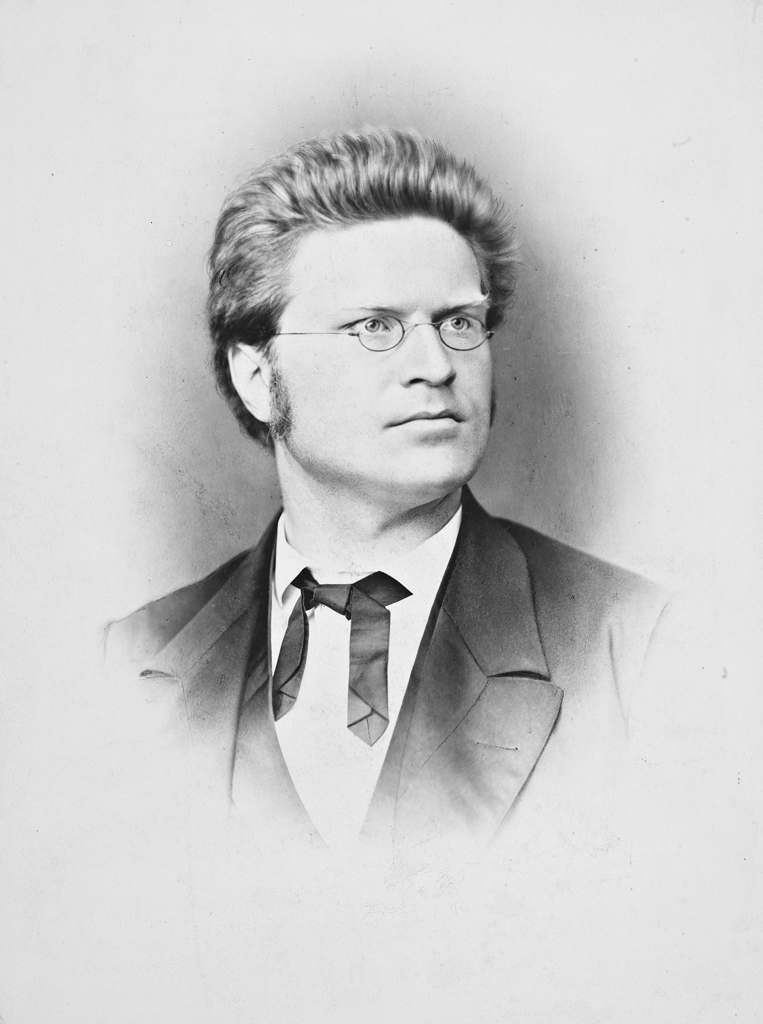
Bjørnstjerne Bjørnson en 1860.

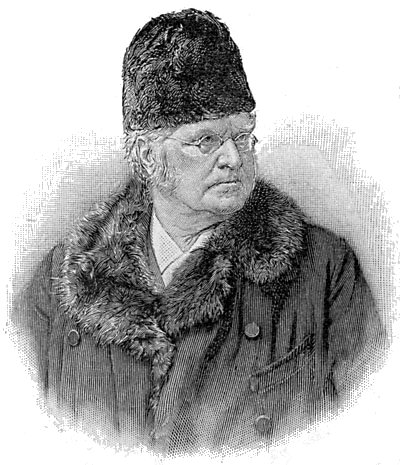
Bjørnstjerne Bjørnson.

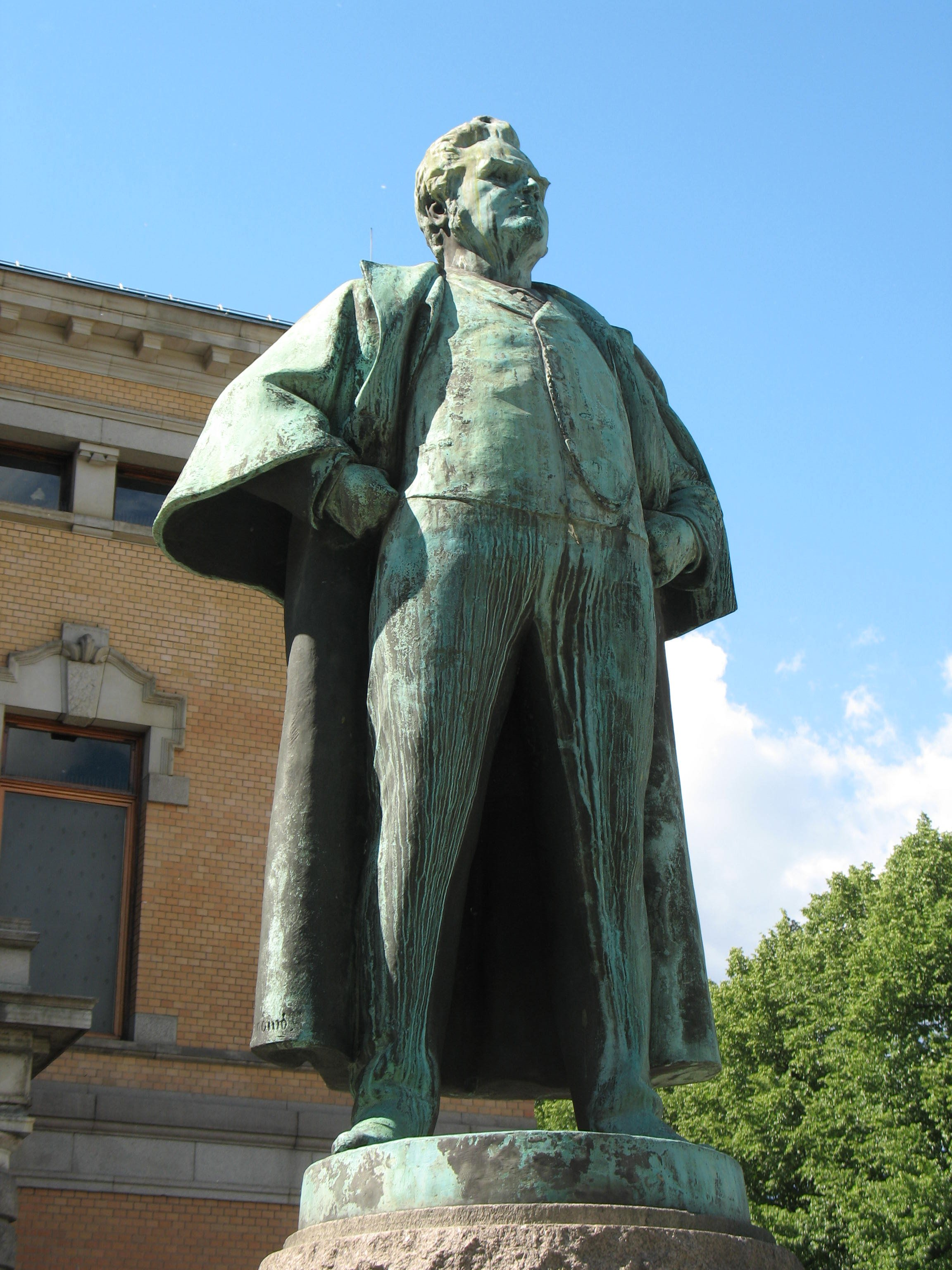
Statue de Bjørnstjerne Bjørnson devant le théâtre national d'Oslo, photo de Kjetil Ree.

Bjørnstjerne Martinus Bjørnson (né le 8 décembre 1832 à Kvikne, comté de Hedmark, et mort le 26 avril 1910 à Paris) est un romancier et dramaturge norvégien.
Il a été présenté comme l'un des cinq plus grands écrivains de l'histoire de la littérature norvégienne avec Henrik Ibsen, Knut Hamsun, Jonas Lie et Alexander Kielland par la maison d'éditions Gyldendal.
Il a écrit les paroles de l'hymne national de Norvège.
Il reçoit le prix Nobel de littérature en 1903.

## Biographie
Bjørnson est né le 8 décembre 1832 à la ferme de Bjørgen à Kvikne, un petit village dans le district d'Østerdalen, à peu près 100 km au sud de Trondheim. Il est le fils du pasteur de Kvikne, qui est nommé en 1837 à la cure de Nesset, non loin de Molde, au Romsdal. Le jeune Bjørnson passe ainsi son enfance et sa jeunesse dans un comté aux magnifiques paysages. Dès l'âge de 11 ans, il écrit et se sent une vocation d'écrivain. À 17 ans, après quelques années d'études à Molde, il se rend à Oslo pour se préparer à des études universitaires. Il s'inscrit à l'Université d'Oslo en 1852 pour une formation de journaliste en vue d'acquérir les compétences de critique d'art dramatique.
À vingt-cinq ans, en 1857, il est directeur du théâtre de Bergen. Il s'occupe également de politique, mais il n’a pas réussi sa carrière politique comme il l’escomptait.

## Premières œuvres
En 1857, il publie Synnøve Solbakken, son premier roman paysan, D'autres suivent, notamment Arne (1858) ; En glad Gut (Un joyeux compagnon) 1860 ; Fiskerjænten (La Fille de la pêcheuse) 1868, ses romans paysans les plus importants, qui ont fait grande impression dans son propre pays et partout dans le monde. Arne et Synnøve Solbakken comptent parmi les plus beaux exemples du pur roman paysan de la littérature mondiale.
Bjørnson essaie par son art de « créer une nouvelle saga partant du paysan » et affirme que cela devra être réalisé non seulement dans la prose romanesque, mais aussi par le drame national ou folke-stykker. Dans son œuvre, le premier exemple de pièce de ce genre est un drame en un acte situé au XIIe siècle, Mellem Slagene (Entre les batailles), écrit en 1855 et produit sur scène en 1857. Viennent ensuite Halte-Hulda (1858), Kong Sverre (King Sverre) (1861). Ces pièces sont encore surpassées par la trilogie Sigurd Slembe (Sigurd le Cruel), publiée in 1862, qui élève leur auteur au rang des jeunes dramaturges et poètes européens les plus en vue.

## Auteur mûr
En 1857, Bjørnson devient pour deux ans directeur du théâtre de Bergen. De 1860 à 1863 il voyage beaucoup à travers l'Europe. De janvier 1865 à l'été 1867, il est le directeur artistique du théâtre Christiania et il y produit sa comédie populaire De Nygifte (Les Nouveaux Mariés) et son drame sur Marie Stuart.
Bjørnson introduit fréquemment dans ses romans et pièces de théâtre des chansons d'une rare beauté, mais il n'a jamais écrit beaucoup de poèmes. En 1870, il publie ses Poèmes et Chansons, ainsi que le cycle épique Arnljot Gelline, qui contient l'ode superbe et célèbre Bergliot, qui devient sa contribution majeure à la poésie lyrique. L'écrivain peut d'ailleurs être considéré comme « le plus grand poète lyrique de la Norvège ».
Entre 1864 et 1874, au milieu de sa vie, Bjørnson perd une partie de sa force intellectuelle dans des occupations politiques et dans son travail de gérant de théâtre.
C'est aussi la grande période de propagande et d'agitation radicale qui aboutissent chez l'écrivain, devenu essayiste en 1871, à une série de lectures démagogiques sur la grandeur et la valeur en long et en large des pays nordiques.
De 1874 à 1876, Bjørnson s'absente de la Norvège et, pendant cet exil volontaire, il retrouve les forces et qualités de son imaginaire.
Il reprend l'écriture avec En fallit (Une faillite) et Redaktøren (Le Journaliste) en 1874, deux drames sociaux, modernes et réalistes.

## «Poète national»
Bjørnson s'installe alors à Aulestad, dans le Gausdal, et publie en 1877 le roman Magnhild, de qualité moindre, dans lequel ses idées sur la question sociale sont en voie de transformation. Ainsi exprime-t-il des sentiments républicains dans la pièce polémique Kongen (Le Roi) ; il explique peu après ses positions dans un essai sur La Liberté intellectuelle. En 1878, il fait paraître Kaptejn Mansana (Capitain Mansana), un récit évoquant la guerre d'indépendance Italienne.
Le drame de vie sociale Leonarda (1879) cause une violente controverse. Quelques semaines plus tard, il produit la pièce satirique Det nye System (Le Nouveau Système). Ces pièces, largement discutées en leur temps, sont des succès sans pourtant plaire.
Il écrit ensuite le drame social En Handske en 1883, mais il ne trouve pas de metteur en scène pour la monter, sauf après avoir procédé à quelques modifications. La même année, il publie une de ses œuvres majeures, le drame mystique et symbolique Over Ævne I (Au-delà des forces) sur l'exaltation religieuse ; cette pièce n'est montée au théâtre qu'en 1899 et connaît alors un grand succès. Parue en 1895, une deuxième pièce portant le même titre (Au-delà des forces II) évoque les conflits sociaux.

## Intérêts politiques
Il prend parti pour la France, lors de la Guerre de 1870 en écrivant un article pour pousser les états scandinaves à faire alliance avec la France. Il prend de nouveau sa plume pour appeler à une souscription pour venir en aide aux blessés de guerre et aux familles touchées. Pour cette prise de parole, il sera fait chevalier de la Légion d'honneur

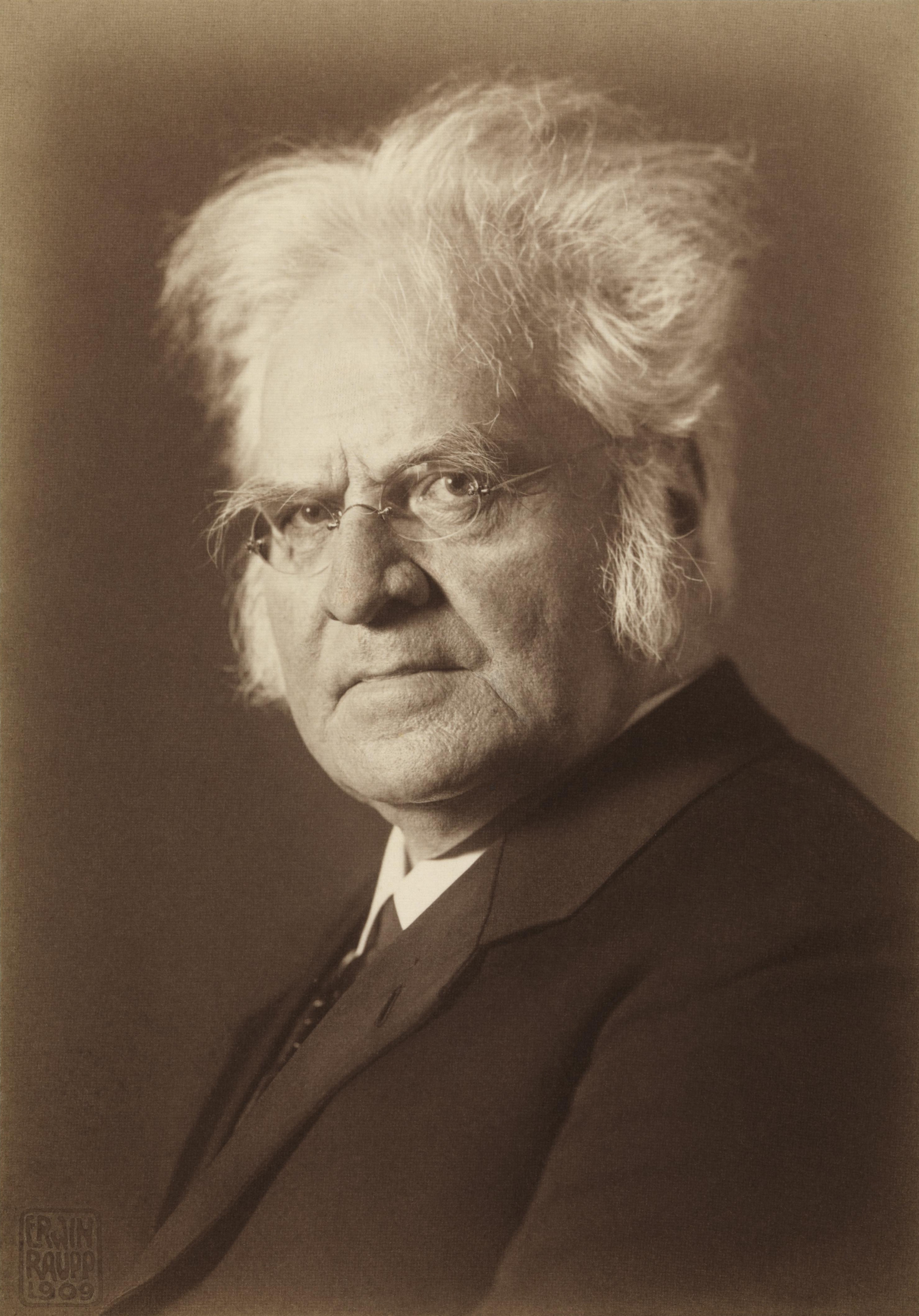
Dernière photographie de Bjørnstjerne Bjørnson, en mai 1909, prise par Erwin Raupp (1863-1931).

Les opinions politiques nationalistes de Bjørnson lui valurent une accusation de haute trahison, et il se réfugie jusqu'en 1882 en Allemagne. À son retour en Norvège, il considère que la voie du théâtre n'est plus possible et il se remet à écrire des romans : Det flager i Byen og paa Havnen (Des drapeaux dans la ville et au port, 1884) et Paa Guds veje (Sur le chemin de Dieu, 1889). En 1889, il publie une comédie Geografi og Kærlighed (Géographie et Amour), qui rencontre un vif succès.
En 1894, il publie encore de courts récits d'un caractère plus ou moins didactiques et des pièces de théâtre : Paul Lange og Tora Parsberg (1898), deuxième partie de Over Ævne (1895), Laboremus (1901), På Storhove (À Storhove) (1902), et Daglannet (La Ferme de Dag) (1904).

## Dernières années
Bjørnson est dès le début de l'affaire Dreyfus le défenseur d'Alfred Dreyfus en proclamant à plusieurs reprises sa foi en son innocence.
Bjørnson est un des premiers membres du comité du prix Nobel et il est réélu en 1900. En 1903, il est lui-même le lauréat du prix Nobel de littérature.
Activiste acharné du sentiment national norvégien, il prêche pourtant en 1903, au moment de la rupture des relations entre la Norvège et la Suède, la conciliation et la modération aux Norvégiens.
En 1905, quand la Norvège indépendante choisit la forme de son gouvernement, Bjørnson, autrefois républicain, appelle à la monarchie, pour que la Norvège reste sur un pied d´égalité avec le Danemark et la Suède.
Bjørnson est décédé le 26 avril 1910 à l'Hôtel Wagram à Paris, son lieu de séjour d'hiver. Il est inhumé en Norvège au cimetière de Notre-Sauveur à Oslo.

## Œuvre

### Romans et nouvelles
- Synnøve Solbakken (1857) Publié en français sous le titre Synneuve Solbakken, traduit par Frédéric Baetzmann et Alphonse Pagès, illustrations par V. Peters, peintre norvégien, Paris, Gedalge jeune, 1880
- Arne (1859) Publié en français sous le titre Les Âmes en peine, traduit par Sébastien Voirol, Paris, La Renaissance du livre / J. Gillequin, 1911
- En glad gut (1860) Publié en français sous le titre Un joyeux compagnon, Paris, H. Geffroy, collection Roy, Petite bibliothèque omnibus illustrée, 1894
- Småstykker (1860)
- Fiskerjænten (1868) Publié en français sous le titre La Fille de la pêcheuse, traduit par Charles Bernard-Derosne, Paris, K. Nillson, 1882
- Fortællinger I-II (1872)
- Brudeslåtten (1872)
- Magnhild (1877) Publié en français sous le titre Magnhild, traduit par Sébastien Voirol, Paris, E. Sansot, 1912
- Kaptejn Mansana (1879)
- Støv (1882)
- Det flager i Byen og paa Havnen (1884)
- Paa Guds Veje (1889)
- Nye Fortællinger (1894)
- To Fortællinger (1901)
- Mary (1906)

### Théâtre
- Mellem Slagene (1857)
- Halte-Hulda (1858)
- Kong Sverre (1861)
- Sigurd Slembe (1862)
- Maria Stuart i Skottland (1864)
- De Nygifte (1865) Publié en français sous le titre Les Nouveaux Mariés (précédé par Amour et Géographie), traduit par A. Albène et Auguste Monnier, Paris, A. Savine, 1895
- Sigurd Jorsalfar (1872)
- Kong Eystejn (1873)
- En Fallit (1875) Publié en français sous le titre Une faillite, pièce en 4 actes, traduit par Joseph J. Schürmann et Jacques Lemaire, Paris, Tresse & Stock, 1893
- Redaktøren (1875) Publié en français sous le titre Le Journaliste, drame en 4 actes, (suivi de Le Roi), traduit par Auguste Monnier, Paris, Stock, « Bibliothèque cosmopolite » no 2, 1901
- Kongen (1877) Publié en français sous le titre Le Roi, drame en 4 actes, (suivi de Le Journaliste), traduit par Auguste Monnier, Paris, Stock, « Bibliothèque cosmopolite » no 2, 1901
- Det ny System (1879) Publié en français sous le titre Le Nouveau Système, pièce en 5 actes (précédé par Un gant), traduit par Auguste Monnier, Paris, Stock, 1904
- Leonarda (1879) Publié en français sous le titre Leonarda, drame en 4 actes, traduit par Auguste Monnier, Paris, L. Grasilier, 1894
- En Hanske (1883) Publié en français sous le titre Un gant, pièce en 3 actes (suivi de Au-delà des forces), traduit par Auguste Monnier, Paris, L. Grasilier, 1894 ; réédition, (suivi de Le Nouveau Système), Paris, Stock, 1904
- Over Ævne I. Første Stykke (1883) Publié en français sous le titre Au-dessus des forces humaines, drame en 6 actes, traduit par Aurelien François Lugné-Poe et le comte Maurice Prozor, Paris, Éditions de la Revue Blanche, 1901 ; réédition sous le titre Au-dessus des forces, dans une nouvelle traduction d'A. Jolivet, Paris, Les Belles Lettres, 1932 ; réédition, Paris, Presses du compagnonnage, collection Prix Nobel de littérature, 1964 ; réédition sous le titre Au-delà des forces I (avec Au-delà des forces II), nouvelle traduction intégrale d'Éric Eydoux, Paris, Les Belles Lettres, 2010
- Geografi og Kærlighed (1885) Publié en français sous le titre Amour et Géographie (suivi de Les Nouveaux Mariés), traduit par Auguste Monnier, Paris, A. Savine, 1895
- Over Ævne II. Andre Stykke (1895) Publié en français sous le titre Au-delà des forces II, drame social en 4 actes, traduit par Auguste Monnier et Leopold Littmanson, Paris, Stock, 1897 ; réédition (avec Au-dessus des forces I), traduction nouvelle et intégrale par Éric Eydoux, Paris, Les Belles Lettres, 2010
- Paul Lange og Tora Parsberg (1898)
- Laboremus (1901) Publié en français sous le titre Laboremus, traduit par Mme Rémusat, Paris, Éditions de la Revue Blanche, 1901
- På Storhove (1902)
- Daglannet (1904)
- Når den ny vin blomstrer (1909)

### Poésie
- Digte og Sange (1870)
- Arnljot Gelline (1870)
- Lyset (1895)

## Adaptations

### Au cinéma
- 1919 : Quand l'amour commande (Ett farligt frieri) de Rune Carlsten

### En musique
- Johan Selmer a mis plusieurs poèmes de Bjørnson en musique.
- Hulda, opéra en quatre actes et un épilogue de César Franck (1885)